# ميلدريد تروتر
ميلدريد تروتر (بالإنجليزية: Mildred Trotter)‏ (3 فبراير 1899 - 23 أغسطس 1991) ID مؤرخة أمريكية في أنثروبولوجيا طبية شرعية. 
ولدت تروتر في موناكا، بنسلفانيا. حصلت على البكالوريوس في علم الحيوان وعلم وظائف الأعضاء من كلية ماونت هوليوك عام 1920. عينت من قبل جامعة واشنطن في سانت لويس باحثتا في كلية الطب وقسم التشريح. وقد ساهم عملها في الحصول على شهادتها. حصلت على الماجستير في عام 1921، ودكتوراه في علم التشريح في عام 1924، وبعد ذلك أصبحت مدربة في علم التشريح.  قبلت زمالة المجلس الوطني للبحوث في الأنثروبولوجيا الفيزيائية للعام الدراسي 1925-1926، ودرست في جامعة أكسفورد في إنجلترا مع آرثر طومسون. ونتيجة لهذا العمل، نشرت أول بحث لها عن العظام، «الأجزاء القابلة للتحرك في العمود الفقري عند قدماء المصريين». 
عادت إلى كلية الطب بجامعة واشنطن في العام التالي وتمت ترقيتها إلى أستاذة مساعدة من قبل روبرت ج. تيري، رئيس قسم علم التشريح. وبعد أربع سنوات، حصلت على منصبها وأصبحت أستاذة مشاركة. في عام 1946، بعد تقديم شكوى لرئيس قسم التشريح، ايه في كاودري، جرى تقييمها من قبل لجنة،  ترقت تروتر أخيرًا إلى أستاذ كامل في علم التشريح الإجمالي، لتصبح أول امرأة تشغل هذا المنصب في جامعة واشنطن. 
في عام 1948 ، مُنحت تروتر إجازة لمدة 14 شهرًا من جامعة واشنطن، للعمل مع خدمة تسجيل القبور التابعة للجيش الأمريكي، في المختبر المركزي لتحديد الهوية في سكوفيلد باراكس في هاواي. كانت وظيفتها المساعدة في التعرف على رفات الجنود الأمريكيين. وقد حدد مختبرها 94 في المائة من البقايا التي تم تحليلها. 

## روابط خارجية
- أوراق ميلترريد تروتر
- المرأة في العلوم الصحية في جامعة واشنطن
- المرأة في الطب في جامعة واشنطن